# König Otto (Film)
König Otto ist ein Fernsehfilm aus dem Jahr 2006, der unter der Regie von Zoltan Spirandelli entstand und im Auftrag von Sat.1 und dem ORF produziert wurde. 

## Handlung
Den Hausmeister Otto Huber hat es noch nie in die Ferne gezogen, doch plötzlich gewinnt er bei einem Preisausschreiben eine Afrika-Reise. Umtauschen lässt sich der Preis zu seinem großen Bedauern nicht. Seine Tochter Anna ist von der Idee begeistert, ihre Ferien nicht wie jedes Jahr zu Hause mit Papa zu verbringen (Ihre Mutter, Ottos Frau, ist vor Jahren verstorben). Anna setzt sich durch und Otto lässt sich auf das Abenteuer ein. Schon der Flug nach Afrika nimmt ihn ziemlich mit, und dort leidet er unter der Hitze, den Tieren und vor allem dem ungenießbaren Essen. Auch die Mitreisenden sind eine Plage: da ist die ununterbrochen redende Elvira, ihr Begleiter Heinz-Hermann fotografiert ohne Pause und der charmante John entpuppt sich bald als profitsüchtiger Kunsthändler. Aber Anna ist glücklich. 
Dann überstürzen sich die Ereignisse: Die Reisegruppe besucht ein kleines Dorf, wo der König des Stammes kürzlich gestorben ist. Ein traditionelles Ritual soll seinen 
Nachfolger ermitteln. Während John schon mit dem korrupten Sohn des Königs heimlich dessen Machtübernahme vorbereitet, von der er sich profitable Geschäfte verspricht, sagen die Stimmen der Ahnen etwas anderes. Der Sangoma, der traditionelle Medizinmann, wirft rituelle Knochen, die den Nachfolger bestimmen sollen. Durch einen Zufall landen sie vor Ottos Füßen, und die intelligente und schöne Prinzessin des Stammes, Fenda, erkennt die Chance. 
Otto gerät in Panik, doch bis er wieder zurück nach Wien kommt, haben sich sein Leben und seine Einstellung zu Afrika und den Menschen dort entscheidend verändert.

## Hintergrund
Der von der Cologne Film GmbH & Co. KG produzierte Film wurde im Zeitraum vom Januar bis zum 12. Februar 2006 abgedreht. Hierbei wurden in Johannesburg und Umgebung sowie in Wien Aufnahmen gemacht. Der Film lief erstmals am Samstag, den 21. Oktober 2006 um 20:15 Uhr auf dem ORF 1 sowie am 18. November 2006 ebenfalls um 20:15 Uhr auf Sat.1.